# Mukluk

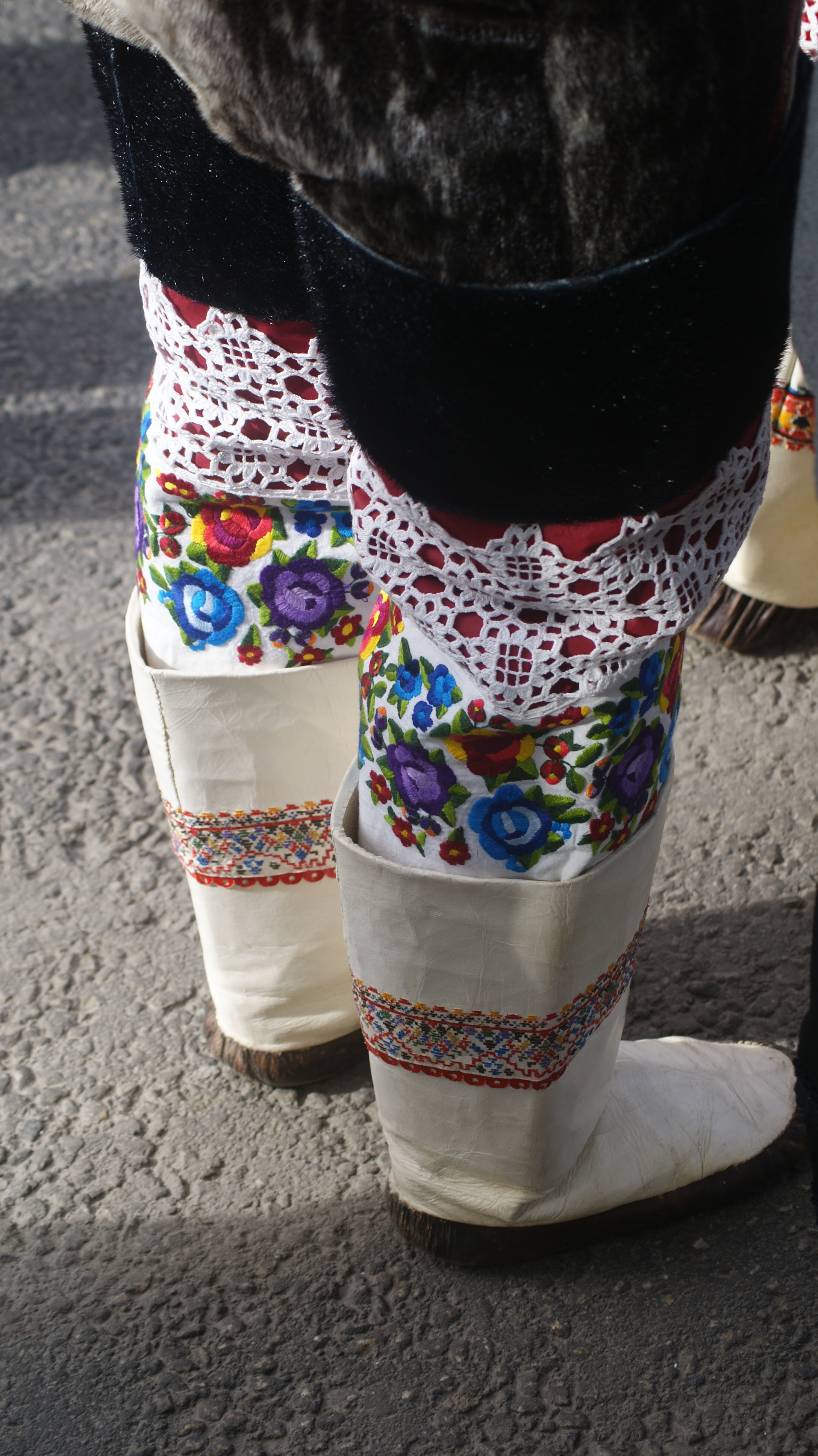
Kamik ceramoniali purtați de femei în Groenlanda în ocazii speciale.

Mukluk sau Kamik este o cizmă moale, tradițională, realizată din piele de reni (caribou) sau din piele de focă și purtată inițial de oamenii aborigeni arcticii din Alaska, incluzând Inuiții, Iñupiat și Yupik. Termenul mukluk este adesea folosit pentru orice cizmă moale concepută pentru vreme rece. Cuvântul „mukluk” este de origine iñupiat și yupik, de la maklak, focă cu barbă, în timp ce „kamik” este un cuvânt inuit.

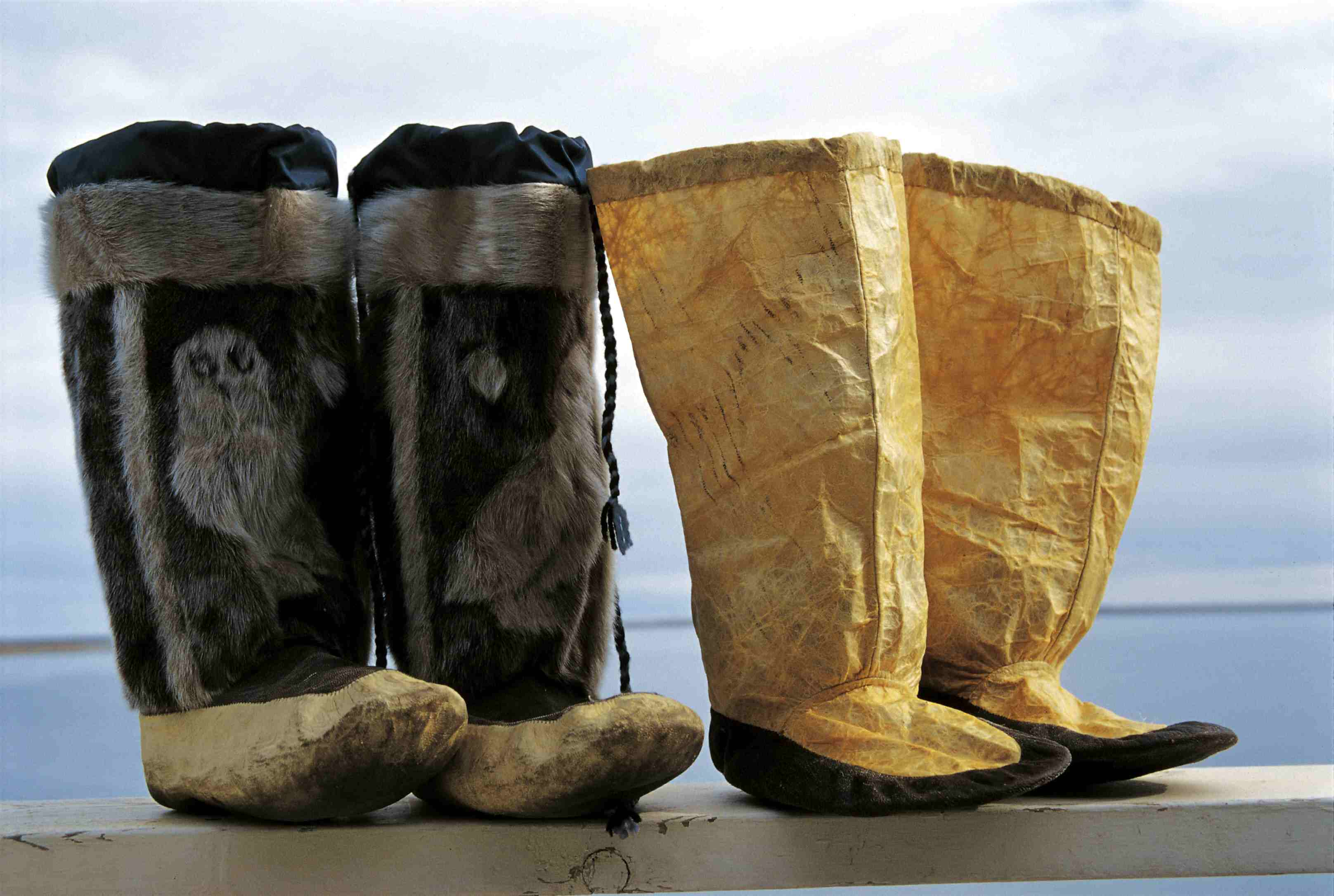
Mukluk din piele de focă

Un alt tip de cizmă, denumită uneori cizme inuite, originare din Groenlanda și din partea de est a Alaskăi, se realizează prin legarea acestora cu cartilajul animal și are o cusătură centrală care coboară până la baza cizmei.
Mukluk cântărește puțin și permite vânătorilor să se miște foarte liniștit. Ele pot fi împodobite cu pompoane și mărgele și pot fi căptușite cu blănuri cum ar fi de iepure, vulpe sau raton.
Un alt tip de mukluk, de obicei din lână sau amestec de lână, este tricotat cu o talpă din piele moale. Deseori numite "Șlapi-șosete", acestea erau mukluk-uri tradiționale purtate de oamenii din Munții Hindukuș.